# 863
863 је била проста година.

## Догађаји
- 25. јануар — Цар Луј II полаже право на Провансу након смрти свог брата Карла. Краљ Лотар II добија Доњу Бургоњу и део планина Јура.
- 3. септембар — Битка код Лалакаона
- Краљ Лудвиг II Немачки гуши побуну свог сина Карломана (по други пут), који жели поделу (углавном Баварске) од Источнофраначког краљевства.
- Дански Викинзи пљачкају дуж Рајне. Насељавају се на острву у близини Келна, али су отерани од стране комбинованих снага Лотара II и Саксонаца.
- Ћирило и Методије су кренули у мисионарску службу у Велику Моравску, по жељи кнеза Растислава.
- 13. фебруар – Двински земљотрес. Земољотрес је имао епицентар у граду Двину 13. фебруара 863. Током 9. века, Двин је био једини „густо насељен“ град у Јерменији у којој су доминирали муслимани. Град је био део ширег Абасидског калифата, и имао је мултиетничко становништвои
- Папа Никола I шаље надбискупе Гунтера и Теотгауда на сабор у Мецу, који потврђује дозволу дату краљу Лотарингије Лотару II да се поново ожени.
- Папа Николај I екскомуницира цариградског патријарха Фотија I.

## Рођења
- Луј III, западнофраначки краљ (у. 882)

## Смрти
- 25. јануар — Карло Провансалски, франачки краљ (р. 845)